# 小杜关帝庙
小杜关帝庙，位于山西省运城市稷山县稷峰镇小杜村村委会院内，为元代建筑，已列为运城市文物保护单位。

## 历史
小杜关帝庙创建于元皇庆二年（1313年）。由于村委会设于此处，主体建筑才得以幸存。

## 建筑
小杜关帝庙坐北向南，原布局已毁，仅存的正殿主体结构为元代建筑，原为五间，2003年拓宽街道时将西稍间拆毁，现面阔四间，进深四椽，单檐悬山顶，屋顶脊饰采用黄、绿、蓝三色琉璃。檐柱柱头斗拱，为元代手法。前檐绘有龙凤壁画。

## 保护
2017年11月21日，小杜关帝庙由运城市政府公布为第三批运城市文物保护单位，编号3-52。